# Obsesión
Pour les articles homonymes, voir Obsession.
Singles de Aventura
Todavía Me Amas
(2002) Mi Niña Cambió
(2003)
Pistes de We Broke the Rules
I believe yo creo
(2)
Obsesión est une chanson du groupe de musique bachata d'origine dominicaine Aventura sortie en 2002 sous le label Premium Latin Music. Single extrait de l'album studio We Broke the Rules (2002), la chanson a été écrite par Romeo Santos et produite par Franklin Romero. Obsesión a rencontré un grand succès dans de nombreux pays à travers le monde, en France le single est resté numéro un durant 7 semaines et devient 442e meilleure vente de tous les temps avec 565 000 exemplaires vendus.
La chanson a été reprise avec succès plusieurs fois : Live Saver, 3rd Wish ft. Baby Bash (2004), Frankie J ft. Baby Bash (2005), et Kenza Farah ft. Lucenzo sur l'album du collectif Tropical Family (2013).
Elle a également été reprise en napolitain par Maria e Salvatore, par les mexicains Horóscopos de Durango, par grupo Mamey, et remixée par Gabry Ponte.
En 2022, elle est reprise par Bachata Gang, Prophex & Oscar Dominic.

## Formats et liste des pistes
CD single
1. Obsesión — 4:12
2. Cuando volverás — 3:30

CD maxi
1. Obsesión (radio mix) — 3:49
2. Obsesión (dance remix) — 5:39
3. Obsesión (dance radio edit) — 3:52
4. Obsesión (English remix) — 4:10
5. Todavía me amas — 4:43

## Classements et certifications
| Classement (2002-2003)                      | Meilleure position |
| ------------------------------------------- | ------------------ |
| Autriche (Ö3 Austria Top 40)                | 1                  |
| Belgique (Flandre Ultratop 50 Singles)      | 1                  |
| Belgique (Wallonie Ultratop 50 Singles)     | 2                  |
| Pays-Bas (Nederlandse Top 40)               | 4                  |
| Europe Eurochart Hot 100 Singles            | 1                  |
| France (SNEP)                               | 1                  |
| Allemagne (Media Control AG)                | 1                  |
| Italie (FIMI)                               | 1                  |
| Suède (Sverigetopplistan)                   | 12                 |
| Suisse (Schweizer Hitparade)                | 1                  |
| États-Unis Billboard Latin Tropical Airplay | 32                 |

| Classement (2003-2004)                | Position |
| ------------------------------------- | -------- |
| Autriche Classement single            | 9        |
| Belgique (Flandre) Classement single  | 2        |
| Belgique (Wallonie) Classement single | 4        |
| France Classement airplay             | 20       |
| France Classement des clubs           | 27       |
| France Classement clip vidéo TV       | 25       |
| France Classement single              | 3        |
| Allemagne Classement single           | 8        |
| Suisse Classement single              | 10       |

| (2000–2009)                 | Position |
| --------------------------- | -------- |
| Allemagne Classement single | 63       |

### Certifications
| Pays     | Certification | Date              | Ventes certifiés |
| -------- | ------------- | ----------------- | ---------------- |
| Autriche | Or            | 18 octobre 2004   | 15,000           |
| Belgique | Platine       | 24 juillet 2004   | 50,000           |
| France   | Diamant       | 28 septembre 2005 | 750,000          |

## Dans la culture
Sauf indication contraire, les informations mentionnées dans cette section peuvent être confirmées par le générique de fin de l'œuvre audiovisuelle présentée ici, ainsi que par la base de données cinématographiques IMDb,  présente dans la section « Liens externes ».
- Interprétation dans le film par une des actrices du long métrage Olé réalisé par Florence Quentin en 2005.
- 2004 : Comme une image d'Agnès Jaoui (version d'Aventura)